# Concile de Troyes (1129)
Pour l’article homonyme, voir Concile de Troyes (1107).
Le concile de Troyes est un concile de l'Église catholique, ouvert à Troyes le 13 janvier 1129, afin de reconnaître officiellement l'ordre du Temple.
À l'automne 1127, Hugues de Payns veut faire connaître son ordre, qui traverse une crise de croissance, et qu'il souhaite étendre vers l'Occident. 
Il part pour Rome avec cinq compagnons (dont Geoffroy de Saint-Omer) afin de solliciter du pape Honorius II une reconnaissance officielle. Celui-ci accepte et convoque un concile à Troyes. Le concile se tient sur le site de l'actuelle cathédrale Saint-Pierre-et-Saint-Paul de Troyes, en présence de nombreuses personnalités religieuses dont le prologue de la règle primitive du Temple donne les noms.
L'ordre est créé, et doté de la règle de saint Benoît : simplicité, pauvreté, chasteté et prières. Cette règle prend pour base la règle de saint Benoît, avec quelques emprunts à la règle de saint Augustin, que suivent les chanoines réguliers du Saint-Sépulcre aux côtés desquels vivent les premiers Templiers. L'ordre a plusieurs noms : la milice des Pauvres Chevaliers de Christ, les Chevaliers de la Sainte Cité, les Chevaliers du Temple de Salomon de Jérusalem, la Sainte Milice hiérosolymitaine du Temple de Salomon. Avec le temps, le nom le plus commun est celui de Templiers.

## Liste des participants au concile

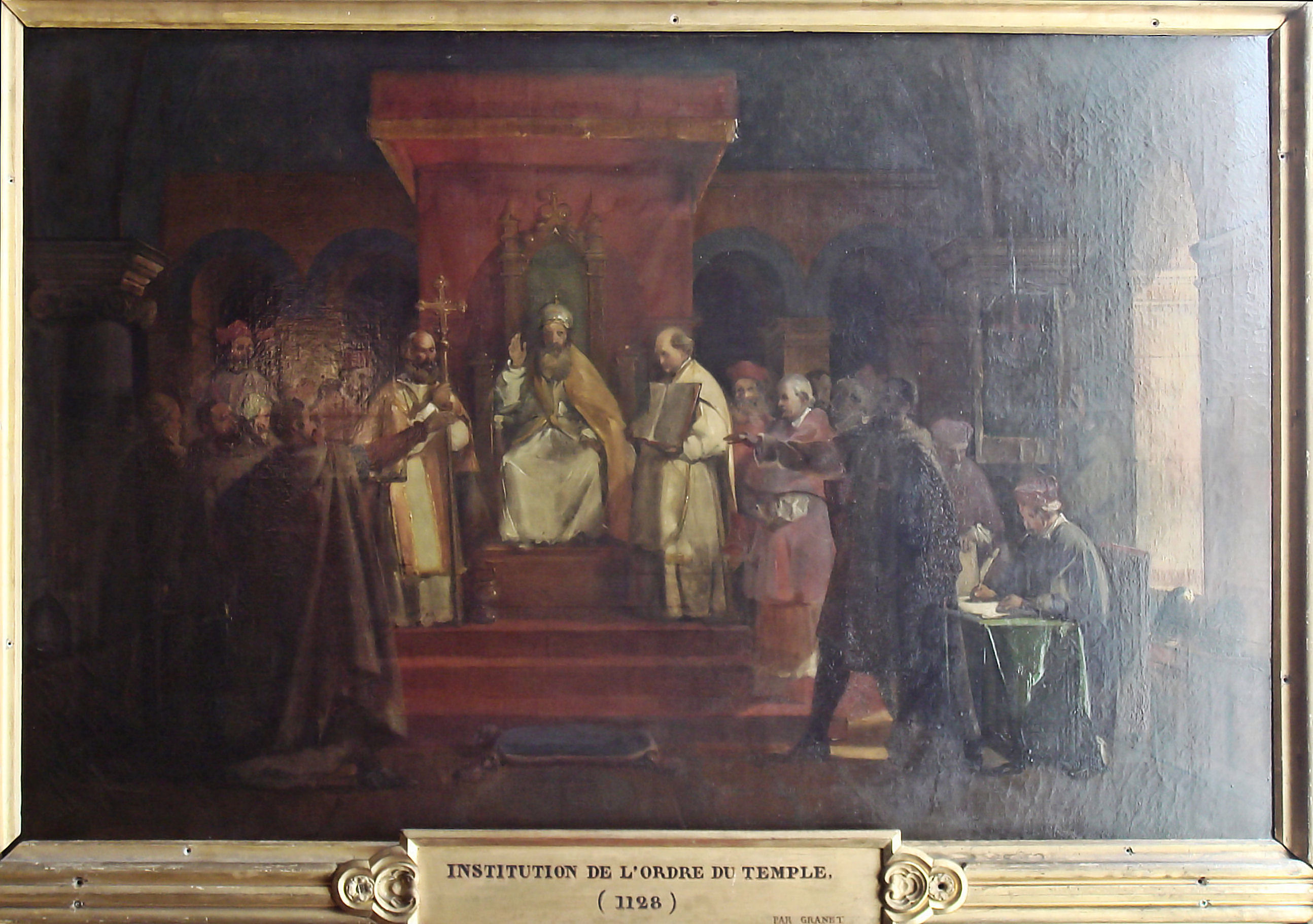
Le concile de Troyes par Granet, château de Versailles.

Cette liste n'est certes pas exhaustive, mais elle est tout de même assez complète,.
- Légat du pape :
  - Le cardinal et représentant du pape, Matthieu d'Albano

- Archevêques :
  - L'archevêque de Reims, Raymond de Martigné
  - L'archevêque de Sens, Henri Ier dit « le sanglier de Boisfrogues »

- Évêques :
  - L'évêque de Chartres, Geoffroy II de Lèves
  - L'évêque de Soissons, Josselin de Vierzy
  - L'évêque de Troyes, Hatton
  - L'évêque d'Orléans, Jean II
  - L'évêque d'Auxerre, Hugues de Montaigu ou de Semur
  - L'évêque de Meaux, Burchard
  - L'évêque de Châlons-sur-Marne, Herbert
  - L'évêque de Laon, Barthélemy de Jur
  - L'évêque de Beauvais, Pierre Ier
  - L'évêque de Paris, Étienne de Senlis

- Cisterciens :
  - L'abbé de Cîteaux, saint Étienne Harding
  - L'abbé de Clairvaux, saint Bernard
  - L'abbé de Trois-Fontaines, saint Roger
  - L'abbé de Pontigny, bienheureux Hugues de Mâcon

- Bénédictins :
  - L'abbé de Vézelay, Raynaud de Semur
  - L'abbé de Molesmes, Guy

- Chanoines réguliers :
  - L'abbé de Reims, Ursion
  - L'abbé de Saint-Étienne de Dijon, Herbert (ou Humbert)

- Maîtres :
  - Le chanoine et docteur en théologie, Albéric de Reims
  - Le chanoine et docteur en théologie, Fulcher

- Seigneurs :
  - Le comte de Champagne, Thibaut IV de Blois
  - André de Baudement, sénéchal du précédent
  - Le comte d'Auxerre, de Tonnerre et de Nevers, Guillaume II de Nevers

- Templiers :
  - Hugues de Payns, maître
  - Godefridus (= Gondemare (pt) ?)
  - (Bernard) Rollandus (marquisat de Provence, Vaucluse actuel)
  - Gaufridus Biso/Bisol.
  - Paganus de monte Desiderii = Payen de Montdidier (dans la Somme, en Picardie)
  - Archembaudum de Sancto Amano = Archambaud de Saint-Amand (ou Saint-Amant)